# 久保利明
久保 利明（くぼ としあき、1975年8月27日 - ）は、将棋棋士。棋士番号は207。淡路仁茂九段門下。兵庫県加古川市出身。県立加古川南高校中退。日本将棋連盟棋士会副会長（2015年6月 - ）。

## 棋歴
1986年の小学生将棋名人戦でベスト4進出（準決勝で優勝者の鈴木大介に敗れる）。同年奨励会に入会。
1993年4月、17歳で四段に昇段（プロ入り）。その後、10年をかけて2003年にA級八段となる。1994年度には、全棋士中1位、歴代6位（当時）の勝率0.8095（34勝8敗）をマーク。1997年度にはオールスター勝ち抜き戦で6連勝し、棋戦初優勝。
定員7名・残留4名という棋界随一の難関・王将リーグ（王将戦挑戦者決定リーグ）に、第49期（1999年度）に初参加。第49期では陥落するも、翌年第50期に即復帰。以降第59期（2009年度）まで陥落することなく連続残留している。
関西奨励会出身であるが、プロ入り後しばらくは関東に所属していた。2006年4月に関西へ戻り、当時「囲碁・将棋ジャーナル」に出演した際、「もう関東へ行くことはない」と述べた。

### 羽生の壁
2007年度まで4度タイトル挑戦者となったが、すべて羽生善治が相手であった。また、羽生にとって節目となる対局の相手が、奇しくも久保であるという巡り合わせもあった。
- 第26期（2000年度）棋王戦で羽生に挑戦（タイトル戦初登場）するが、1-3で敗れる。同年度、第50回NHK杯戦では、決勝で羽生に敗れて準優勝。この年度は46勝、勝率0.7419を挙げ、将棋大賞の敢闘賞を受賞[注 3]。
- 第49期（2001年度）王座戦で羽生に挑戦（2度目）するが、1勝3敗で退けられた。
- 第53回（2003年度）NHK杯戦の決勝で羽生を破り優勝[注 4]。3年前のリベンジを果たすとともに、全棋士参加棋戦での初優勝を達成。羽生はそれまでNHK杯戦で決勝に進めば必ず優勝していたが、そのNHK杯決勝戦無敗記録を久保が6でストップさせた（この年度は、将棋大賞の殊勲賞を受賞）。
- 第55期王座戦（2007年度）で6年ぶりにタイトル挑戦権を得たが、またしても相手は羽生（3度目）で、3連敗のストレート負け。
- 2007年12月20日、第66期順位戦A級6回戦で羽生に敗れたが、これが羽生にとって通算1000勝となった。
- 第57期（2007年度）王将戦で羽生に挑戦（4度目）。七番勝負・二日制は、久保にとって初めて。結果は1勝4敗で敗退。なお、羽生にとってこの王将位防衛は、タイトル込み棋戦優勝回数通算100回の記録達成となった。2007年度の羽生との対戦成績は、結局、1勝10敗に終わる。なお、この王将戦が終了して間もない3月3日には、5期連続在籍したA級からの降級が決まる。1年にタイトル挑戦2回の好成績であったが、辛い一年となった。

### 初タイトル
プロ16年目を迎え、33歳となる2008年度は、久保にとって特別な年となる。
5月13日、棋聖戦挑戦者決定戦で羽生に敗れる。しかし、3日後の5月16日、竜王ランキング戦2組準決勝で屋敷伸之に勝利して初の1組昇級を決める。
2009年2月14日、第2回朝日杯将棋オープン戦では、決勝で阿久津主税に敗れ、2度目の全棋士参加棋戦優勝を逃す。
しかし、第34期棋王戦は、挑戦者決定トーナメントで羽生らを倒し、一度は木村一基に敗れるも敗者復活で勝ち上がって、佐藤康光棋王への挑戦権を得る。これは羽生以外の棋士と戦う初のタイトル戦となった。五番勝負は出だし2連勝の後に2連敗したが、最終第5局（2009年3月30日）で勝ち、初タイトル・棋王を獲得。関西所属の棋士のタイトル在位は、2004年度（2005年）に谷川浩司が同じ棋王位を失って以来である。また、2008年度の49勝、73対局は、全棋士中1位の成績であった。これらの活躍により、将棋大賞の敢闘賞、最多勝利賞、最多対局賞、升田幸三賞を受賞。
升田賞の対象となったのは、棋王戦の第2局で石田流の出だしから指した新手である（右図参照、11手目▲7五飛）。タイトル戦の舞台で初披露したことでも話題となった。ちなみに、この一局は開始から僅か三十数手で終盤に突入するという乱戦で、57手で久保の勝ちとなっている。

### 二冠王
第59期王将戦で羽生に挑戦。その七番勝負第2局と第3局の間に、第68期順位戦B級1組（2010年2月8日、対豊川孝弘戦）で9勝目を挙げ、最終局を待たずA級復帰を決めた。また、第3局と第4局の間の2010年2月13日には、第3回朝日杯オープン戦の準決勝と決勝を戦うが、決勝で羽生に敗れて2年連続準優勝。しかし、3月16日 - 17日の王将戦第6局を制し、4勝2敗で王将を奪取。5度目の挑戦でついに羽生の壁を越えた。これで、関西所属棋士としては谷川浩司（2004年度に王位・棋王の二冠から王位失冠）以来5年半ぶりとなる二冠王となり、振り飛車党が二冠王となるのは大山康晴以来、37年ぶりである。
しかしながら、王将戦と並行して、前年と同じく佐藤康光と戦っていた棋王戦の防衛戦（第35期棋王戦五番勝負）では、王将戦終了の時点で1勝2敗の角番に追い込まれていた。第4局は王将奪取から僅か2日後の3月19日。これに負けると、1990年度の南芳一のケースよりもさらに短い‘2日間だけの二冠’という珍事になるところであったが、勝利してしのぐ。そして2010年3月30日、大阪市福島区・関西将棋会館において行われた棋王戦最終第5局で、終盤戦の長い190手の熱戦の末に佐藤に競り勝ち、1年後まで二冠に在位し続けることとなった。タイトル初防衛でもある。また、昇段規定の「タイトル獲得3期」に該当したことにより同日付で九段に昇段した。この棋王戦第5局は、翌日行われた将棋大賞の選考で名局賞に選ばれ、また、2009年度の成績が高く評価され、優秀棋士賞も初受賞した。
第4回「ネット将棋・最強戦」の決勝（2010年8月22日）で森内俊之を破り、タイトル戦以外では6年半ぶりの優勝。第60期（2010年度）王将戦では豊島将之を4勝2敗で、第36期（2010年度）棋王戦では渡辺明を3勝1敗で退け二冠を堅持。初タイトルから3年目にして通算タイトル獲得数を5期とした。また、2年連続で将棋大賞の優秀棋士賞を受賞した。

### 失冠からJT日本シリーズ連覇
2012年3月2日、第70期順位戦において、A級で2勝7敗となり、B級1組への降級が決まる。タイトル2冠の棋士が降級するのは、史上初。
3月9日には角番に追い込まれていた第61期王将戦で佐藤康光九段に敗れて1勝4敗となり、王将を佐藤に奪われた（これが初のタイトル失冠でもあった）。さらに、第37期棋王戦で第4局（2012年3月17日）で郷田真隆九段に敗れ、1勝3敗で失冠し、無冠となる。2012年3月の1ヶ月だけで、A級からB級1組への降級、二冠から無冠への後退を経験する。
第33回将棋日本シリーズでは、決勝（2012年11月18日）で羽生善治三冠を破り、同大会3度目の決勝進出で初優勝を飾る。翌年の第34回将棋日本シリーズでも、決勝で羽生を破り、2連覇を達成した。

### A級順位戦プレーオフからB級1組への降級
2013年1月10日、第71期順位戦B級1組11回戦で畠山鎮七段に勝利し8勝2敗となり2局残して、A級復帰するとともに、通算600勝となり将棋栄誉賞を達成する。第73期順位戦A級（2014年度）では、渡辺明、広瀬章人、久保利明、行方尚史が、共に6勝3敗で並びプレーオフへ進出し、広瀬、渡辺明を連破したが、行方に敗れて名人への挑戦権を得られなかった。
第74期順位戦A級（2015年度）では、2勝7敗でA級からB級1組へ降級となった。

### 将棋ソフト不正使用疑惑騒動
2016年7月26日、竜王戦決勝トーナメントで三浦弘行が31分間離席したという誤った認識を元に、7月29日の関西月例報告会において、対局中に電子機器を使う不正を規制すべきと提言。12時に約30分間も離席したことから、不審に思い、会館内を探したが見つからず、指し手と将棋ソフトが示す指し手が 一致したと東常務理事に報告した。谷川会長にも報告した。10月10日、島常務理事の自宅会合で、7月26日の対局での疑惑について前記の誤った認識を元に説明した。

### 王将位奪取とA級復帰
第66期（2016年度）王将戦の挑戦者決定リーグ戦で1位となり、郷田真隆王将への挑戦権を獲得した。七番勝負は4勝2敗で久保が制し、6期ぶりに王将位に返り咲いた。
2017年2月16日、第75期順位戦B級1組で8勝3敗となり、13回戦を残しA級への復帰が決定した。
2017年度は、第25期銀河戦の決勝で、羽生善治に勝利し優勝。第76期順位戦A級では、最終局前時点で豊島将之と共に6勝3敗の成績トップであったが、最終局で久保と豊島がどちらも敗れたことにより、6勝4敗で並んだ6人（豊島将之、久保利明、佐藤康光、広瀬章人、羽生善治、稲葉陽）による挑戦者決定プレーオフとなった。プレーオフでは豊島に敗れ、名人への挑戦権は得られなかった。第67期王将戦では、2018年3月15日に行われた七番勝負第6局で挑戦者の豊島将之を下し、4勝2敗で王将位を防衛した（連覇、通算4期）。

### 二度目の王将失冠と順位戦降級
2018年度、第68期王将戦では渡辺明の挑戦を受け、0勝4敗のストレート負けでタイトルを失冠した。
2019年度、第78期順位戦A級では最終成績2勝7敗となり、B級1組へ降級した。
2020年度、第68期王座戦では挑戦者決定戦で渡辺明を破り、13年ぶり3度目となる挑戦権を獲得した。永瀬拓矢王座との五番勝負は2勝3敗のフルセットの末、敗退。
竜王戦では、第29期から第34期まで6期連続で決勝トーナメントに進出した。6期連続での進出は歴代一位の記録である。しかし、一度も挑戦権獲得には至らなかった。
2022年度、第63期王位戦で王位リーグに進出したが、白組で2勝3敗で終わり陥落となった。第81期順位戦B級1組では最終成績4勝8敗となり、降級が決定し、来期は23年ぶりにB級2組で戦うことになった。

## 棋風
振り飛車党であり、藤井猛、鈴木大介と共に振り飛車御三家（令和になり振り飛車党総裁とも）と呼ばれる。
また、対抗型を自らの土俵としていることもあり、振り飛車党相手には居飛車側を持って戦うことも多い（いわゆる大山康晴の棋風タイプである。かつては相振り飛車を指していたが、勝率があまりよくなかったため、40代になってから居飛車対抗型を指すようになった）。
「捌いて（さばいて）勝つ」で、駒の軽い捌きを常に重視する棋風であり、「捌きのアーティスト」「カルサバ流」「カルサバ日本一」などの異名を持つ。大野源一の振り飛車を学んだ。
居飛車穴熊に対して後手居玉三間飛車から△9五歩や7三歩を早くに指す藤井システム調の指し方のほか、一連の先手ゴキゲン中飛車、新・石田流超急戦といった角交換振り飛車、また石田流本組みで棒金退治の▲7九銀型など、独特の戦術は久保システムとも称され、そして早石田を蘇らせた棋士の一人でもある。特に対棒金に見せる、桂馬を跳ねるタイミングを遅らせることで飛車の自由な動きを確保する戦術は久保流と呼ばれ、定跡化している。
また、今泉健司の考案した「2手目△3二飛」を発展させるなど、三間飛車へのこだわりが強い。第66期（2016年度）王将戦の七番勝負第2局では、1手目7八飛戦法を採用し話題となった。
メンタル面では、タイトルを取った頃から「楽しむ」、「将棋を通じて真剣勝負を楽しむ」をモットーとしている。以前は勝たねばならない、完璧に指さねばならないと自分を追い込んでいたが、プレッシャーを強く感じたり、負けた自分を許せなくなったと言う。「楽しむ」を実践してからは自然体で対局に臨めるようになり、変に肩に力が入りすぎることもなくなった。
「カルサバ流」と呼ばれる一方で形勢が不利になってからの「粘り」にも定評があり、タイトル戦での活躍の原動力となっている。久保は「粘っているのは形勢が悪いからで、ほめられたものじゃない」と説明しながらも、泥臭く、強い人でも狂わされる将棋は好みであると述べている。

## エピソード
- 2006年12月5日の第65期順位戦A級（毎日新聞社主催）の郷田真隆九段との対局で、日を跨いだ6日未明、「1分将棋の郷田が、126手目を残り1分の時間内に指していなかったのではないか」という久保のクレームによって182手目の局面で対局が中断した。連絡を受けた中原誠副会長（当時）が「指し手をさかのぼってのアピールは無効」と裁定した。これを受けて対局が再開されたが、すぐに久保が投了。182手で郷田の勝ちとなった[11]。
- 2016年7月下旬・以降、自身の告発が発端となり将棋ソフト不正使用疑惑が起こる。
- 同年10月30日、渋谷の将棋会館で行われる第2期叡王戦本戦で豊島将之七段と対局する予定だったが、午後2時の開始時刻を午後7時と勘違いし、それに気付いた時には大阪の自宅におり、既に間に合わない状況であったため、既定の持ち時間1時間を経過した午後3時に不戦敗となった。同日午後6時半、ニコニコ生放送で放送された別の対局の中継冒頭に生出演し、経緯を説明したうえで謝罪した[12]。また、将棋ファン向けとして12月18日に「叡王戦エキシビションマッチ」と題し、不戦敗と同一カードの久保・豊島戦がニコニコ生放送で中継され[13]、その対局では久保が勝利した[14]。

## 人物
- 加古川市立氷丘南小学校・加古川市立氷丘中学校時代の同級生にNHKアナウンサーの高瀬耕造がいる。2017年、藤井聡太の29連勝達成の翌日に「NHKニュースおはよう日本」で共演した[15][16]。
- 高校入学と同時に奨励会三段リーグ入りをはたす。ライバルの矢倉規広と立石径（奨励会途中退会）が将棋に専念するために高校を退学したため、このままではこの2人に差を付けられてしまうと退学を考えるも両親には反対され、師匠が両親に「高校を辞めさせてやってくれ」と直談判。1年次退学した[17]。
- 左利きで、前述の鈴木大介と小学生名人戦で対局した際はともに振り飛車党・左利きという対局となった（先手の久保が四間飛車・後手の鈴木が三間飛車）。
- 若手時代は、五分刈りで前髪だけ上に跳ねさせる髪形にこだわりを持っていたが、その後は長髪にしたり、通常の長さにしたりしている。
- 2004年10月から半年間、NHK将棋講座『久保NHK杯の「さばきの極意」教えます』の講師を務めた。
- テレビ棋戦の銀河戦（第12期）でアマチュア選手（当時）の瀬川晶司と対局して、防戦一方の展開の末に敗れた[注 8]。その後、瀬川のプロ編入試験で、試験官の一人として対局した。久保は事前に「瀬川さんはプロになるべきだ」と発言し瀬川のプロ入り嘆願書にも署名したが、プロ編入試験では「A級棋士として連敗するわけにはいかない」と全力を持って瀬川と指し勝利。リベンジを果たした。早石田を用い美濃囲いから穴熊囲いへ組み替えるという、あまり例のない独特の戦術を用いた。
- 振り飛車党でありながら、好きな囲いは『玉頭位取り』と述べたことがある[注 9]。実際、奨励会に入会したころまでは居飛車党で、振り飛車には玉頭位取りを用いていたという。[18]
- 第66期順位戦A級の最終一斉対局・対三浦弘行戦（2008年3月3日）は、佐藤康光が負け、自身が勝った場合のみA級残留という状況で迎えた。対局は千日手指し直しとなった。指し直し局開始までの小休憩の間、モニター映像には、早めに着座して丁寧に盤を磨く久保の様子が映った。この姿を見た解説役の深浦康市（順位戦で数々の辛酸をなめた）は、少し震えた声で「ぐっと来ますね」という言葉を漏らした。
- 阪神タイガースのファンである[19][注 10]。ファン歴は35年（2020年現在）[20]。
- 2009年4月に制定された「加古川市民栄誉賞」の最初の受賞者となる。表彰は、第34期棋王就位式（2009年5月20日）にて行われ、表彰状は加古川市長の樽本庄一から手渡された[21]。樽本は久保の加古川地区後援会会長でもある[22]。久保は2009年5月から加古川観光大使にも就任している（2009年5月31日委嘱）[23]。
- 2011年2月18-19日に豊島将之に勝った第60期王将戦第4局の対局場である地元・兵庫県加古川市の鶴林寺は、久保が小学校時代に写生大会で訪れ、友達と駆け回っていたところである[24]。
- 2011年6月に行われた第60期王将就位式では、俳優の水谷豊から届いた祝電が読み上げられ、出席者達から歓声が上がった[24]。
- コナミのアーケードゲーム「麻雀格闘倶楽部」と「天下一将棋会」のコラボ企画で、女流雀士2名と広瀬章人との麻雀特別対局で、「七対子の字一色」であがり、観客やファンを驚かせた（今までに「七対子の字一色」は、プロの麻雀対局であがった事例はない）。
- 関西に移籍後に再婚、妻と子供2人の4人暮らし。長女は女流棋士の久保翔子。大阪市在住。
- 2020年7月15日より個人Twitterを開始[20]。

## 弟子

### 女流棋士となった弟子
| 名前     | 女流2級昇級日 | 段位、主な活躍 |
| -------- | ------------- | -------------- |
| 榊菜吟   | 2022年5月1日  | 女流2級        |
| 久保翔子 | 2022年10月1日 | 女流1級        |

（2024年7月8日現在）

## 昇段履歴
- 1986年00月00日 ： 6級 = 関西奨励会入会
- 1989年05月00日 ： 初段 [25]
- 1990年12月00日 ： 二段 [26]
- 1991年12月00日 ： 三段（第11回奨励会三段リーグから三段リーグ参加）[27]
- 1993年04月01日 ： 四段（第12回奨励会三段リーグ第2位）[28] = プロ入り
- 1995年04月01日 ： 五段（順位戦C級1組昇級）
- 1998年11月25日 ： 六段（勝数規定／五段昇段後公式戦120勝）[29]
- 2001年04月01日 ： 七段（順位戦B級1組昇級）[30]
- 2003年04月01日 ： 八段（順位戦A級昇級）[31]
- 2010年03月30日 ： 九段（タイトル3期獲得）[32]

## 主な成績

### 獲得タイトル
他の棋士との比較は、タイトル獲得記録、将棋のタイトル在位者一覧を参照
| タイトル                                  | 獲得年度             | 登場 | 獲得期数 | 連覇  | 永世称号（備考） |
| 竜王                                      | －                   | 0    | －       | －    |                  |
| 名人                                      | －                   | 0    | －       | －    |                  |
| 王位                                      | －                   | 0    | －       | －    |                  |
| 王座                                      | －                   | 3回  | －       | －    |                  |
| 棋王                                      | 2008-2010            | 5回  | 3期      | 3連覇 |                  |
| 叡王                                      | －                   | 0    | －       | －    |                  |
| 王将                                      | 2009-2010、2016-2017 | 7回  | 4期      | 2連覇 |                  |
| 棋聖                                      | －                   | 0    | －       | －    |                  |
| 登場回数15回、獲得合計7期（歴代12位タイ） |                      |      |          |       |                  |

登場タイトル戦
- 王座：3回（第49期=2001年度・55期、68期）
- 棋王：5回（第26期=2000年度・34-37期）
- 王将：7回（第57期=2007年度・59期-61期、66-68期）

タイトル戦登場 合計15回

### 一般棋戦優勝
- NHK杯戦 - 優勝 1回（2003年度）
- ネット将棋・最強戦 - 優勝 1回（2010年度）
- 将棋日本シリーズ - 優勝 2回（2012、2013年度）
- 勝ち抜き戦（5連勝以上） - 1回（1997年度、6連勝）
- 銀河戦 - 優勝 1回（2017年度）

優勝回数 合計6回

### 将棋大賞
- 第22回（1994年度） 勝率一位賞
- 第26回（1998年度） 連勝賞
- 第28回（2000年度） 敢闘賞
- 第31回（2003年度） 殊勲賞
- 第36回（2008年度） 敢闘賞、最多対局賞、最多勝利賞、升田幸三賞（第34期棋王戦第2局の▲7五飛）
- 第37回（2009年度） 優秀棋士賞、名局賞（第35期棋王戦第5局）、最多対局賞
- 第38回（2010年度） 優秀棋士賞
- 第41回（2013年度） 名局賞特別賞（第72期A級順位戦9回戦）
- 第44回（2016年度） 敢闘賞

### 記録（歴代1位または唯一のもの）
- 史上初の現役二冠棋士のA級陥落（当時、棋王・王将） 2012年3月2日陥落。
- タイトル保持者を除く竜王戦決勝トーナメント連続出場回数（6回）※ 2016年度 - 2021年度

### 在籍クラス
| 開始 年度 | (出典)順位戦出典 | (出典)順位戦出典 | (出典)順位戦出典 | (出典)順位戦出典 | (出典)順位戦出典 | (出典)順位戦出典 | (出典)順位戦出典 | (出典)順位戦出典 | (出典)竜王戦出典 | (出典)竜王戦出典 | (出典)竜王戦出典 | (出典)竜王戦出典 | (出典)竜王戦出典 | (出典)竜王戦出典 | (出典)竜王戦出典 | (出典)竜王戦出典 | (出典)竜王戦出典 | (出典)竜王戦出典 |
| 開始 年度 | 期               | 名人             | A級              | B級              | B級              | C級              | C級              | 0                | 期               | 竜王             | 1組              | 2組              | 3組              | 4組              | 5組              | 6組              | 決勝 T           |                  |
| 開始 年度 | 期               | 名人             | A級              | 1組              | 2組              | 1組              | 2組              | 0                | 期               | 竜王             | 1組              | 2組              | 3組              | 4組              | 5組              | 6組              | 決勝 T           |                  |
| --- | ---------------- | ---------------- | ---------------- | ---------------- | ---------------- | ---------------- | ---------------- | ---------------- | ---------------- | ---------------- | ---------------- | ---------------- | ---------------- | ---------------- | ---------------- | ---------------- | ---------------- | ---------------- |
| 1993 | 52               |                  |                  |                  |                  |                  | C254             | 6-4              | 7                |                  |                  |                  |                  |                  |                  | 6組              | --               | 2-1/昇3-0        |
| 1994 | 53               |                  |                  |                  |                  |                  | C224             | 10-0             | 8                |                  |                  |                  |                  |                  | 5組              |                  | --               | 1-1/昇5-0        |
| 1995 | 54               |                  |                  |                  |                  | C120             |                  | 6-4              | 9                |                  |                  |                  |                  | 4組              |                  |                  | --               | 0-1/昇3-0        |
| 1996 | 55               |                  |                  |                  |                  | C106             |                  | 6-4              | 10               |                  |                  |                  |                  | 4組              |                  |                  | --               | 2-1/昇2-1        |
| 1997 | 56               |                  |                  |                  |                  | C109             |                  | 7-3              | 11               |                  |                  |                  |                  | 4組              |                  |                  | --               | 0-1/昇1-1        |
| 1998 | 57               |                  |                  |                  |                  | C104             |                  | 6-4              | 12               |                  |                  |                  |                  | 4組              |                  |                  | 0-1              | 5-0 (1位)        |
| 1999 | 58               |                  |                  |                  |                  | C110             |                  | 8-2              | 13               |                  |                  |                  | 3組              |                  |                  |                  | --               | 1-1/昇1-1        |
| 2000 | 59               |                  |                  |                  | B220             |                  |                  | 9-1              | 14               |                  |                  |                  | 3組              |                  |                  |                  | --               | 0-1/昇1-1        |
| 2001 | 60               |                  |                  | B112             |                  |                  |                  | 8-4              | 15               |                  |                  |                  | 3組              |                  |                  |                  | --               | 2-1/昇0-1        |
| 2002 | 61               |                  |                  | B104             |                  |                  |                  | 8-3              | 16               |                  |                  |                  | 3組              |                  |                  |                  | 1-1              | 3-1 (2位)        |
| 2003 | 62               |                  | A 09             |                  |                  |                  |                  | 3-6              | 17               |                  |                  | 2組              |                  |                  |                  |                  | --               | 1-1/昇2-1        |
| 2004 | 63               |                  | A 08             |                  |                  |                  |                  | 6-3              | 18               |                  |                  | 2組              |                  |                  |                  |                  | --               | 1-1/昇0-1        |
| 2005 | 64               |                  | A 03             |                  |                  |                  |                  | 3-6              | 19               |                  |                  | 2組              |                  |                  |                  |                  | --               | 0-1/昇0-1        |
| 2006 | 65               |                  | A 07             |                  |                  |                  |                  | 4-5              | 20               |                  |                  |                  | 3組              |                  |                  |                  | 1-1              | 4-0 (1位)        |
| 2007 | 66               |                  | A 07             |                  |                  |                  |                  | 2-7              | 21               |                  |                  | 2組              |                  |                  |                  |                  | 0-1              | 3-1 (2位)        |
| 2008 | 67               |                  |                  | B101             |                  |                  |                  | 6-6              | 22               |                  | 1組              |                  |                  |                  |                  |                  | 1-1              | 1-1/出2-0        |
| 2009 | 68               |                  |                  | B105             |                  |                  |                  | 9-3              | 23               |                  | 1組              |                  |                  |                  |                  |                  | 2-2              | 1-1/出2-0        |
| 2010 | 69               |                  | A 10             |                  |                  |                  |                  | 4-5              | 24               |                  | 1組              |                  |                  |                  |                  |                  | 3-2              | 3-1 (2位)        |
| 2011 | 70               |                  | A 08             |                  |                  |                  |                  | 2-7              | 25               |                  | 1組              |                  |                  |                  |                  |                  | --               | 1-1/出0-1        |
| 2012 | 71               |                  |                  | B102             |                  |                  |                  | 10-2             | 26               |                  | 1組              |                  |                  |                  |                  |                  | --               | 0-1/出0-1        |
| 2013 | 72               |                  | A 10             |                  |                  |                  |                  | 4-5              | 27               |                  |                  | 2組              |                  |                  |                  |                  | --               | 2-1/昇1-0        |
| 2014 | 73               |                  | A 08             |                  |                  |                  |                  | 6-3              | 28               |                  | 1組              |                  |                  |                  |                  |                  | --               | 0-1/出1-1        |
| 2015 | 74               |                  | A 03             |                  |                  |                  |                  | 2-7              | 29               |                  | 1組              |                  |                  |                  |                  |                  | 1-1              | 3-1 (2位)        |
| 2016 | 75               |                  |                  | B102             |                  |                  |                  | 9-3              | 30               |                  | 1組              |                  |                  |                  |                  |                  | 1-1              | 1-1/出2-0        |
| 2017 | 76               |                  | A 09             |                  |                  |                  |                  | 6-4              | 31               |                  | 1組              |                  |                  |                  |                  |                  | 1-1              | 1-1/出2-0        |
| 2018 | 77               |                  | A 05             |                  |                  |                  |                  | 4-5              | 32               |                  | 1組              |                  |                  |                  |                  |                  | 0-1              | 0-1/出3-0        |
| 2019 | 78               |                  | A 06             |                  |                  |                  |                  | 2-7              | 33               |                  | 1組              |                  |                  |                  |                  |                  | 1-1              | 2-1/出1-0        |
| 2020 | 79               |                  |                  | B102             |                  |                  |                  | 6-6              | 34               |                  | 1組              |                  |                  |                  |                  |                  | 0-1              | 3-1 (2位)        |
| 2021 | 80               |                  |                  | B106             |                  |                  |                  | 4-8              | 35               |                  | 1組              |                  |                  |                  |                  |                  | --               | 0-1/出1-1        |
| 2022 | 81               |                  |                  | B110             |                  |                  |                  | 4-8              | 36               |                  | 1組              |                  |                  |                  |                  |                  | --               | 1-1/出0-1        |
| 2023 | 82               |                  |                  |                  | B201             |                  |                  | 4-6              | 37               |                  | 1組              |                  |                  |                  |                  |                  | 0-1              | 2-1/出1-0        |
| 2024 | 83               |                  |                  |                  | B217             |                  |                  | 5-5              | 38               |                  | 1組              |                  |                  |                  |                  |                  | --               | 0-1/出0-1        |
| 2025 | 84               |                  |                  |                  | B218             |                  |                  | -                | 39               |                  |                  | 2組              |                  |                  |                  |                  | --               | -                |
| 順位戦、竜王戦の 枠表記 は挑戦者。右欄の数字は勝-敗(番勝負/PO含まず)。 順位戦の右数字はクラス内順位 ( x当期降級点 / *累積降級点 / +降級点消去 ) 順位戦の「F編」はフリークラス編入 /「F宣」は宣言によるフリークラス転出。 竜王戦の 太字 はランキング戦優勝、竜王戦の 組(添字) は棋士以外の枠での出場。 |                  |                  |                  |                  |                  |                  |                  |                  |                  |                  |                  |                  |                  |                  |                  |                  |                  |                  |

### 年度別成績
| 年度             | 対局数 | 勝数 | 負数 | 勝率   | (出典) | 通算成績 | 通算成績 | 通算成績 | 通算成績 | 通算成績 |
| ---------------- | ------ | ---- | ---- | ------ | ------ | -------- | -------- | -------- | -------- | -------- |
| 1993年度         | 36     | 22   | 14   | 0.6110 | [ 35 ] | 対局数   | 勝数     | 負数     | 勝率     | (出典)   |
| 1994年度         | 42     | 34   | 8    | 0.8100 | [ 36 ] | 78       | 56       | 22       |          |          |
| 1995年度         | 53     | 37   | 16   | 0.6980 | [ 37 ] | 131      | 93       | 38       |          |          |
| 1996年度         | 51     | 33   | 18   | 0.6470 | [ 38 ] | 182      | 126      | 56       |          |          |
| 1997年度         | 46     | 32   | 14   | 0.6960 | [ 39 ] | 228      | 158      | 70       |          |          |
| 1998年度         | 45     | 28   | 17   | 0.6220 | [ 40 ] | 273      | 186      | 87       |          |          |
| 1999年度         | 56     | 39   | 17   | 0.6960 | [ 41 ] | 329      | 225      | 104      |          |          |
| 2000年度         | 62     | 46   | 16   | 0.7419 | [ 42 ] | 391      | 271      | 120      |          |          |
| 1993-2000 (小計) | 391    | 271  | 120  |        |        | 通算成績 | 通算成績 | 通算成績 | 通算成績 | 通算成績 |
| 年度             | 対局数 | 勝数 | 負数 | 勝率   | (出典) | 対局数   | 勝数     | 負数     | 勝率     | (出典)   |
| 2001年度         | 51     | 31   | 20   | 0.6078 | [ 43 ] | 442      | 302      | 140      |          |          |
| 2002年度         | 42     | 23   | 19   | 0.5476 | [ 44 ] | 484      | 325      | 159      |          |          |
| 2003年度         | 50     | 30   | 20   | 0.6000 | [ 45 ] | 534      | 355      | 179      |          |          |
| 2004年度         | 40     | 22   | 18   | 0.5500 | [ 46 ] | 574      | 377      | 197      |          |          |
| 2005年度         | 34     | 13   | 21   | 0.3823 | [ 47 ] | 608      | 390      | 218      |          |          |
| 2006年度         | 37     | 23   | 14   | 0.6216 | [ 48 ] | 645      | 413      | 232      |          |          |
| 2007年度         | 54     | 31   | 23   | 0.5741 | [ 49 ] | 699      | 444      | 255      |          |          |
| 2008年度         | 73     | 49   | 24   | 0.6712 | [ 50 ] | 772      | 493      | 279      |          |          |
| 2009年度         | 61     | 41   | 20   | 0.6721 | [ 51 ] | 833      | 534      | 299      |          |          |
| 2010年度         | 41     | 23   | 18   | 0.5610 | [ 52 ] | 874      | 557      | 317      |          |          |
| 2001-2010 (小計) | 473    | 286  | 187  |        |        |          |          |          |          |          |
| 2010まで (累計)  | 874    | 557  | 317  |        |        | 通算成績 | 通算成績 | 通算成績 | 通算成績 | 通算成績 |
| 年度             | 対局数 | 勝数 | 負数 | 勝率   | (出典) | 対局数   | 勝数     | 負数     | 勝率     | (出典)   |
| 2011年度         | 47     | 21   | 26   | 0.4468 | [ 53 ] | 921      | 578      | 343      |          |          |
| 2012年度         | 42     | 26   | 16   | 0.6190 | [ 54 ] | 963      | 604      | 359      |          |          |
| 2013年度         | 37     | 20   | 17   | 0.5405 | [ 55 ] | 1000     | 624      | 376      |          |          |
| 2014年度         | 34     | 19   | 15   | 0.5588 | [ 56 ] | 1034     | 643      | 391      |          |          |
| 2015年度         | 42     | 24   | 18   | 0.5714 | [ 57 ] | 1076     | 667      | 409      |          |          |
| 2016年度         | 48     | 31   | 17   | 0.6458 | [ 58 ] | 1124     | 698      | 426      |          |          |
| 2017年度         | 40     | 24   | 16   | 0.6000 | [ 59 ] | 1164     | 722      | 442      |          |          |
| 2018年度         | 39     | 19   | 20   | 0.4871 | [ 60 ] | 1203     | 741      | 462      |          |          |
| 2019年度         | 44     | 21   | 23   | 0.4772 | [ 61 ] | 1247     | 762      | 485      |          |          |
| 2020年度         | 47     | 27   | 20   | 0.5744 | [ 62 ] | 1294     | 789      | 505      |          |          |
| 2011-2020 (小計) | 420    | 232  | 188  |        |        |          |          |          |          |          |
| 2020まで (累計)  | 1294   | 789  | 505  |        |        | 通算成績 | 通算成績 | 通算成績 | 通算成績 | 通算成績 |
| 年度             | 対局数 | 勝数 | 負数 | 勝率   | (出典) | 対局数   | 勝数     | 負数     | 勝率     | (出典)   |
| 2021年度         | 42     | 21   | 21   | 0.5000 | [ 63 ] | 1336     | 810      | 526      | 0.6062   | [ 64 ]   |
| 2022年度         | 40     | 19   | 21   | 0.4750 | [ 65 ] | 1376     | 829      | 547      | 0.6024   | [ 66 ]   |
| 2023年度         | 35     | 18   | 17   | 0.5142 | [ 67 ] | 1411     | 847      | 564      | 0.6002   | [ 68 ]   |
| 2024年度         | 36     | 17   | 19   | 0.4722 | [ 69 ] | 1447     | 864      | 583      | 0.5970   | [ 70 ]   |
| 2021-2024 (小計) | 152    | 76   | 76   | 0.5000 |        |          |          |          |          |          |
| 通算             | 1447   | 864  | 583  | 0.5970 | [ 70 ] |          |          |          |          |          |
| 2024年度まで     |        |      |      |        |        |          |          |          |          |          |

### その他表彰
勝数表彰
- 2013年01月11日 - 通算600勝達成（将棋栄誉賞、受賞46人目／通算600勝356敗・勝率0.628）[71]
- 2021年11月05日 - 通算800勝達成（将棋栄誉敢闘賞、受賞25人目／通算800勝517敗・勝率0.607）[72]

現役勤続表彰
- 2017年11月 - 勤続25年[73]

## 著書
- 久保流四間飛車（上下巻、毎日コミュニケーションズ、ISBN 4-89563-682-8 ほか）
- 最強四間飛車マニュアル　急戦編（2002年12月、日本将棋連盟、ISBN 4-8197-0368-4）
- 久保利明のさばきの極意（2005年9月、日本放送出版協会、ISBN 4-14-016136-1）
- 久保利明の振り飛車の手筋1　さばきの四間飛車・急戦編（2007年11月、山海堂、ISBN 978-4-381-02324-7）
- 久保の石田流（2011年3月、毎日コミュニケーションズ、ISBN 978-4-8399-3725-6）
- 久保の中飛車（2013年10月、マイナビ、ISBN 978-4-8399-4930-3）
- 久保流 最強先手振り飛車（2014年7月、マイナビ、ISBN 978-4-8399-5247-1）

## 出演

### 配信
- プロ野球×将棋特番・プロ野球最強将棋王決定戦（2020年12月20日、ニコニコ生放送）※YouTubeでは2021年2月に2回に分けて配信[74] ‐ MC、解説